# Leptothorax graecus
Leptothorax graecus är en myrart som beskrevs av Auguste-Henri Forel 1911. Leptothorax graecus ingår i släktet smalmyror, och familjen myror. Inga underarter finns listade i Catalogue of Life.